# 托雷德佩恩 (智利)

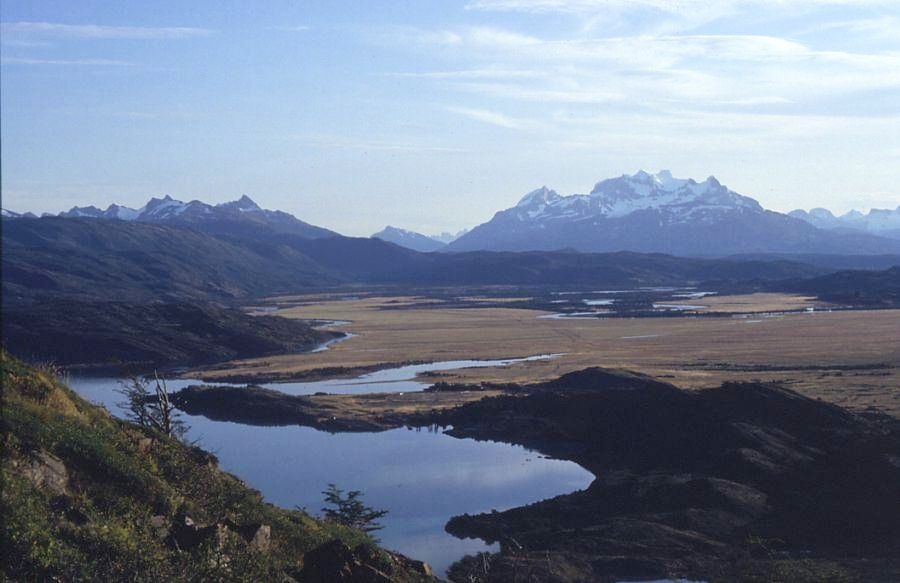

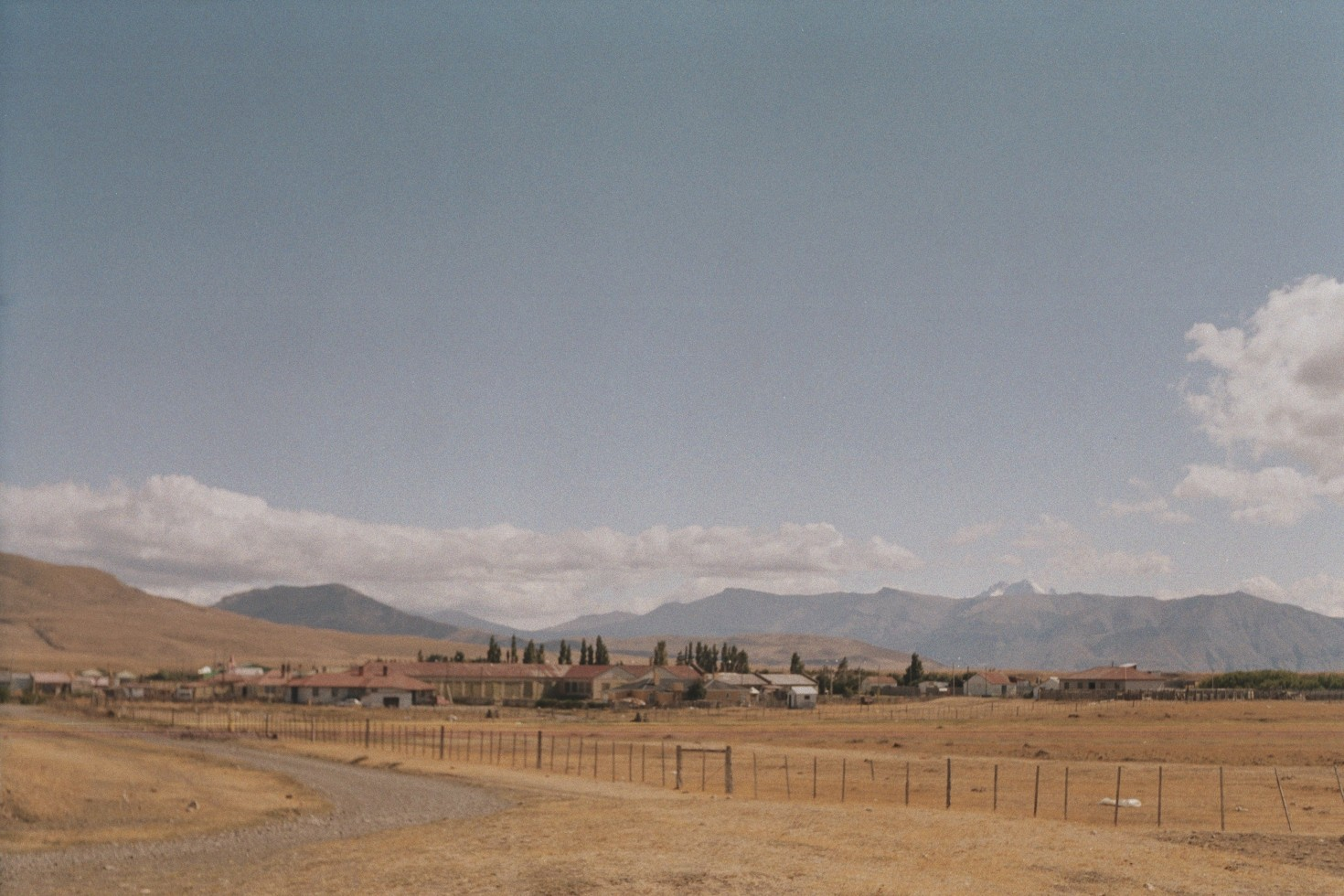

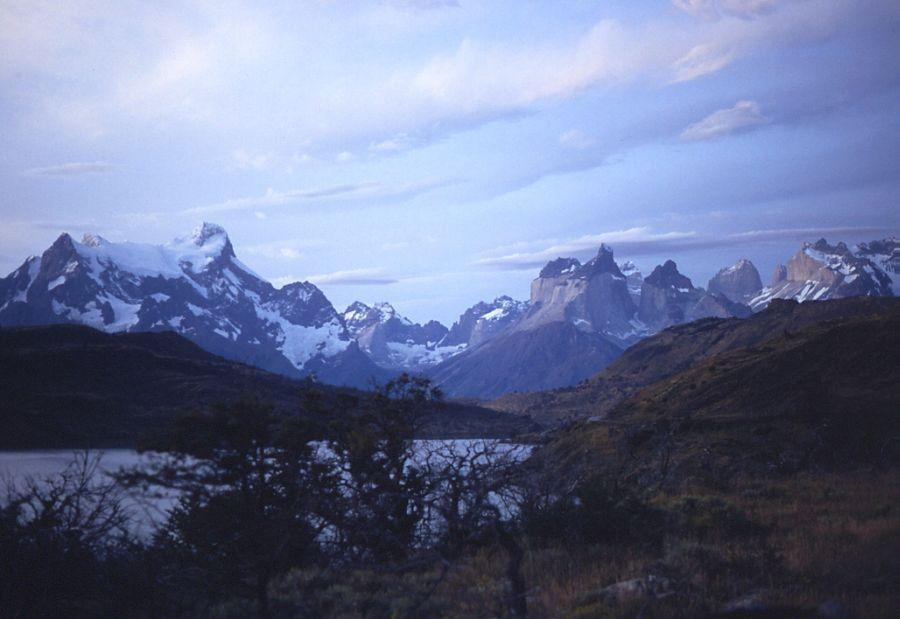

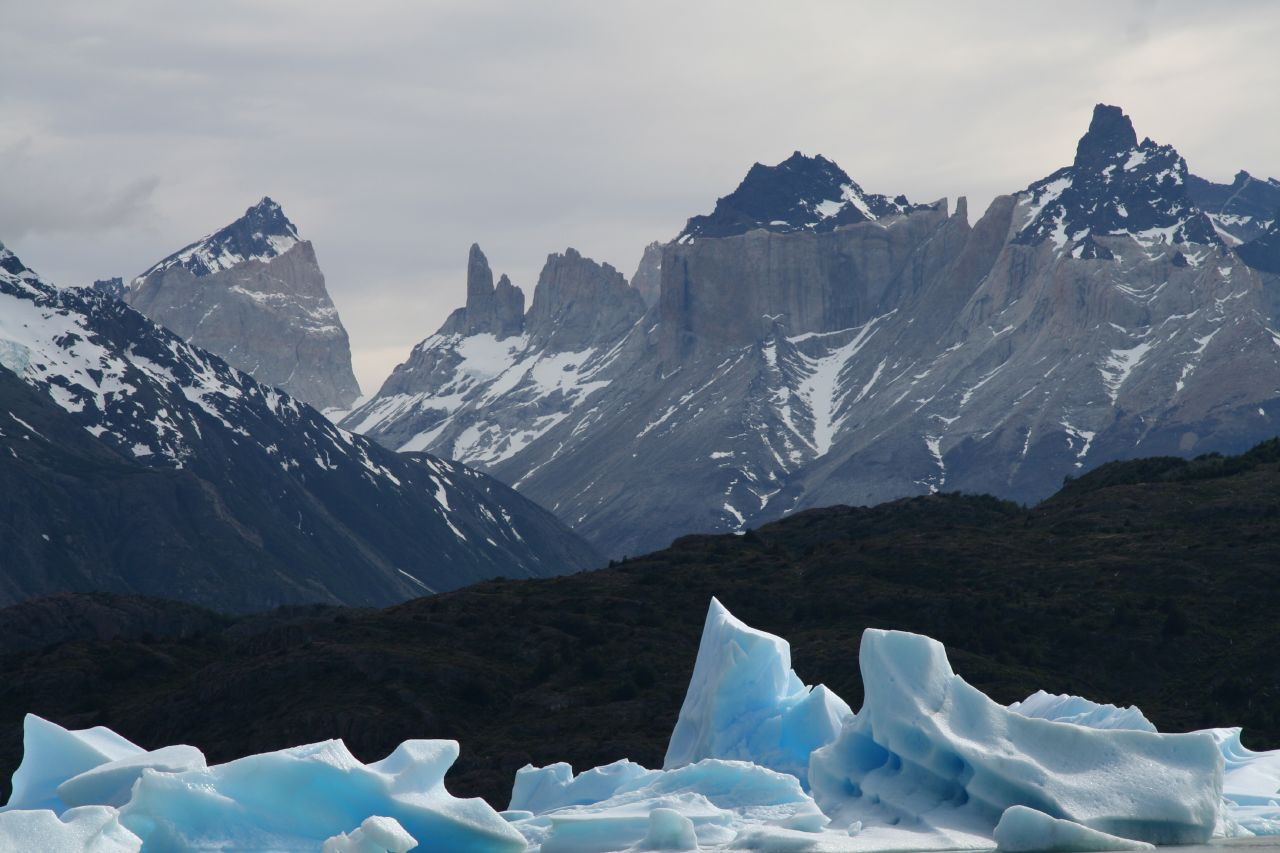

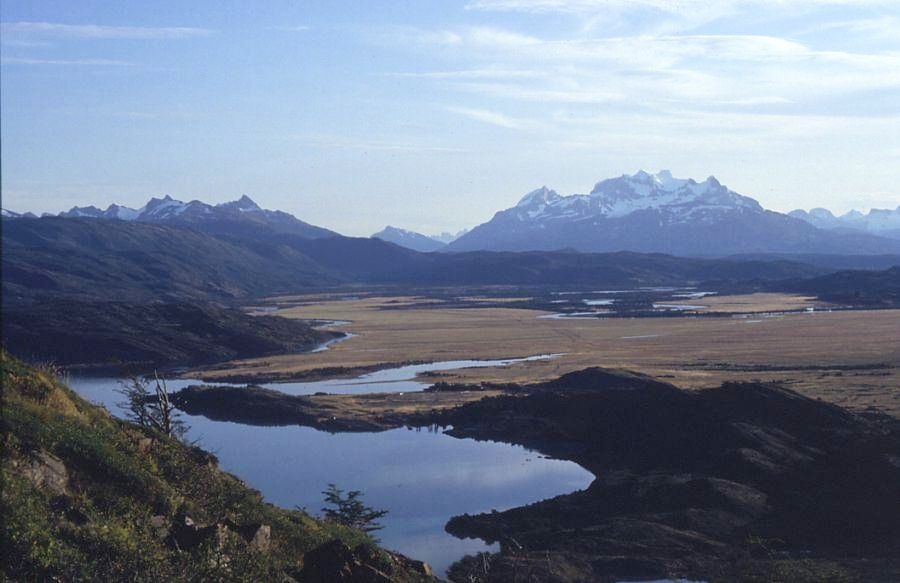

托雷德佩恩（西班牙語：Torres del Paine），是智利的城鎮，位於該國南部麥哲倫-智利南極大區的烏爾蒂馬埃斯佩蘭薩省，始建於1927年，面積6,469.7平方公里，海拔高度113米，2012年人口180人，人口密度每平方公里0.028人。
51°15′33″S 72°20′42″W / 51.25917°S 72.34500°W